# Khúc Thừa Dụ
Khúc Thừa Dụ (chữ Hán: 曲承裕; 830 – 907) được suy tôn là Khúc Tiên Chủ (曲先主), là tiết độ sứ người bản địa đầu tiên của Tĩnh Hải quân, đồng thời là người đặt cơ sở cho nền độc lập của dân tộc Việt sau hơn 1.000 năm thuộc Trung Quốc.